# Valle del Crati IGT
Valle del Crati IGT é uma indicação geográfica territorial reservada aos vinhos produzidos na zona de produção do Vale do rio Crati, na região italiana da Calábria, mais precisamente nas comunas de Bisignano, Cervicati, Torano Castello, Rende, Acri,Rose, San Fili, San Vincenzo la Costa, Montalto, San Benedetto Ullano, Lattarico, Rota Greca, San Martino di Finita,Cerzeto, Mongrassano, Castiglione Cosentino, Luzzi, Santa Sofia d'Epiro, Marano Marchesato e Marano Principato.

## Características
O Valle del Crati pode ser tinto, rosado ou branco. A graduação é de 11,5% vol. min. para o tinto, 10,5% para o branco ou rosado.

## Produtores
Entre os produtores podem ser citados:
- Serracavalo , da Comune de Bisignano.
- Tenuta Terra Nobili, da Comune de Montalto Uffugo.
- Boscarelli, da Comune di Bisignano.